# The Metal Opera
The Metal Opera ist das erste Musikalbum des deutschen Metal-Projekts Avantasia und erschien im Jahre 2001. Sie wurde von Tobias Sammet, dem Sänger der Power-Metal-Band Edguy initiiert. Er schrieb auch alle Lieder und Texte.

## Handlung
Hauptperson der Geschichte ist der junge Gabriel Laymann, Novize des Dominikanerordens im Kloster Mainz. Es ist das Jahr 1602, und mit dem Orden beteiligt sich auch Gabriel an der allgegenwärtigen Hexenverfolgung. Allerdings gerät er in einen schweren Gewissenskonflikt, als er sich unversehens seiner eigenen Stiefschwester Anna Held gegenübersieht, die als Hexe bezichtigt wurde und auf ihren Prozess wartet. Gabriel beginnt zu zweifeln und schleicht sich in die Bibliothek, wo er in einem verbotenen Buch liest. Doch sein Mentor, Bruder Jakob, kommt dahinter und lässt ihn in den Kerker werfen.
Dort begegnet Gabriel einem alten Mann, Lugaid Vandroiy, der sich als Druide vorstellt. Dieser erzählt ihm von einer anderen Dimension, der Phantasiewelt Avantasia, die sich in Gefahr befindet. Er bietet Gabriel an, bei Annas Befreiung zu helfen, wenn Gabriel dafür Avantasia rettet. Die beiden können aus dem Gefängnis entkommen und Vandroiy führt den Novizen zu einem alten Steinkreis, in dem ein Dimensionstor verborgen ist. Er benutzt es, um Gabriel nach Avantasia zu schicken.
Inzwischen ist der Mainzer Bischof Johann Adam von Bicken in Begleitung Bruder Jakobs und des Vogts Falk von Kronberg auf dem Weg nach Rom zu einem Treffen mit Papst Clemens VIII. Bei sich führen sie das Buch, in dem Gabriel gelesen hatte – den alten Dokumenten zufolge handelt es sich dabei um das letzte von sieben Teilen eines Siegels, das dem Besitzer zu vollkommener Weisheit verhelfen soll, wenn er es zum Turm im Zentrum Avantasias bringt.
Bei seiner Ankunft wird Gabriel von zwei Bewohnern Avantasias, dem Elfen Elderane und dem Zwerg Regrin, begrüßt. Die beiden erzählen ihm von einem Krieg gegen die Mächte des Bösen, von dem Plan des Papstes und dessen Konsequenzen. Sollten die Kleriker tatsächlich das Siegel benutzen, so würde die Verbindung zwischen Avantasia und der Welt der Menschen unterbrochen – mit schlimmen Folgen für beide. Das muss Gabriel verhindern. Er erreicht den Turm gerade rechtzeitig, und während der Papst sich mit einer mysteriösen Stimme aus dem Inneren unterhält, gelingt es ihm, das Siegel zu entwenden und im allgemeinen Chaos in die Stadt der Elfen zurückzubringen.

## Religion inThe Metal Opera
Das Christentum bzw. die katholische Kirche spielt eine große Rolle in der Handlung. Kirchenmänner wie Clemens VIII. (im Jahre 1602 war tatsächlich ein Mann dieses Namens Papst) werden als Menschen charakterisiert, die meinen, das alleinige Anrecht auf die Wahrheit zu haben und das „gemeine Volk“ zu deren eigenen Besten unwissend halten zu müssen, selbst aber aus Verblendung die Wahrheit nicht erkennen. Solche Kritik taucht in Sammets Werken immer wieder auf; Edguy-Titel wie The Kingdom (1996) und Theater of Salvation (1999) sprechen eine ähnliche Sprache.
An einigen Stellen verwendet Sammet Begriffe und Bilder aus Christentum bzw. Kirche in seinen Texten:
- Das Blut des Lammes (Sign of the Cross): „Lamm (Gottes)“ ist eine Bezeichnung für Jesus Christus, der nach dem christlichen Glauben die Menschheit durch seinen Kreuzestod „mit seinem Blut reingewaschen“ hat. Hier taucht der Begriff mit negativen Konnotationen auf.
- Horeb (Sign of the Cross): Der Berg, auf dem Moses die Zehn Gebote empfing (Ex 31,18 EU).
- Mammon (Sign of the Cross): Eine negative Bezeichnung für Geld, auch: die personifizierte Gier nach Reichtum.
- Die sieben Augen (Sign of the Cross): Im Alten Testament Symbol für die Allwissenheit Gottes. Die Zahl Sieben hat in der christlichen Zahlenmystik eine besondere Bedeutung, siehe auch die folgenden Einträge.
- Die sieben Teile des Siegels (Glory of Rome/The Tower): In der Apokalypse erscheint ein Buch mit sieben Siegeln, welche nacheinander (von einem Lamm mit sieben Augen) geöffnet werden (Offb 5,1 EU).
- Gnosis: Erleuchtung, mystisches Wissen
- Malleus Maleficarum: Ein Buch über die Hexenverfolgung (deutscher Titel: Hexenhammer).

## Lieder
1. "Prelude" – 1:11
2. "Reach Out for the Light" – 6:33
3. "Serpents in Paradise" – 6:16
4. "Malleus Maleficarum" – 1:43
5. "Breaking Away" – 4:35
6. "Farewell" – 6:33
7. "The Glory of Rome" – 5:29
8. "In Nomine Patris" – 1:04
9. "Avantasia" – 5:32
10. "A New Dimension" – 1:39
11. "Inside" – 2:24
12. "Sign of the Cross" – 6:26
13. "The Tower" – 9:43
14. "Avantasia" – 4:08 (Edit Version) (nur in Japan)
15. "The Final Sacrifice" – 5:00 (nur in Japan)

-Alle Lieder wurden von Tobias Sammet geschrieben.

## Besetzung
- Gabriel Laymann – Tobias Sammet – Lieder 2, 3, 5, 6, 7, 9, 11, 12 und 13
- Lugaid Vandroiy – "Ernie" (eigentlich Michael Kiske), – Lieder 2, 5, 6, 9, und 13
- Bruder Jakob – David DeFeis – Lieder 3 und 13
- Bailiff Falk von Kronberg – Ralf Zdiarstek – Lieder 4 und 7
- Anna Held – Sharon den Adel (Within Temptation) – Lied 6
- Bischoff Johann Adam von Bicken – Rob Rock (ex-Axel Rudi Pell, Driver, Impellitteri) – Lieder 7 und 12
- Clemens VIII. – Oliver Hartmann (ex-At Vance) – Lieder 7, 12 und 13
- Elderane (Elf) – Andre Matos – Lieder 11, 12 und 13
- Regrin (Zwerg) – Kai Hansen – Lieder 11 und 12
- Stimme vom Turm – Timo Tolkki – Lied 13

Band:
- Henjo Richter – Gitarre
- Markus Grosskopf – Bass
- Alex Holzwarth – Schlagzeug

Gastmusiker:
- Jens Ludwig – Gitarre bei Liedern 12 und 13
- Norman Meiritz – Gitarre bei Lied 6
- Frank Tischer – Klavier bei Lied 11

## Rezension und Erfolg
Rezensator.de schrieb: "Natürlich hat man solche Musik so ähnlich schon mal gehört. Allerdings wird das perfekt dargeboten, die Instrumentalleistungen und Gesangsparts klingen vorzüglich. Die Songs sind gut gemacht. Sie klingen nicht zu kommerziell, aber auch nicht zu komplex"
metal1.info bezeichnete es als "bestes Metal Album 2001" und schrieb: " [...] jeder Song ist in sich ein Meisterwerk, das sich vor keiner anderen Komposition zu verstecken hat. Allesamt sind sie ausgestattet mit epischen Hymnen und Melodien, starken Riffs, einem grandiosen Drumming, durchgehend packendem und mitreißendem Gesang sowie nicht zuletzt einer lupenreinen Produktion."
Das Album erreichte Platz 35 in den deutschen Albencharts. und verkaufte sich europaweit über 200.000 Mal.